# Priključenija Toli Kljukvina
Priključenija Toli Kljukvina (Приключения Толи Клюквина) è un film del 1964 diretto da Viktor Vladislavovič Ėjsymont.